# Luis Fernando Tena
Luis Fernando „Flaco” Tena Garduño (ur. 20 stycznia 1958 w mieście Meksyk) – meksykański piłkarz występujący na pozycji środkowego obrońcy, trener piłkarski, od 2021 roku selekcjoner reprezentacji Gwatemali. Jego brat Alfredo Tena również był piłkarzem.
Tena podczas swojej kariery piłkarskiej był solidnym ligowym obrońcą, rozgrywając 325 meczów w lidze meksykańskiej, w większości w barwach Atlético Español. W 1984 roku jako gracz Chivas de Guadalajara zdobył wicemistrzostwo Meksyku, jednak ani razu nie wystąpił w reprezentacji kraju. Znacznie większe sukcesy osiągał jako trener, głównie podczas pracy w stołecznym zespole Cruz Azul – jako szkoleniowiec tego klubu wywalczył mistrzostwo Meksyku (1997), dwukrotnie wicemistrzostwo (1995, 1999), a trzy razy triumfował w Lidze Mistrzów CONCACAF (1996, 1997, 2014). Na swoim koncie ma również tytuł mistrzowski wywalczony z Monarcas Morelia (2000) i wicemistrzostwo z Club América (2007).
W latach 2011–2012 Tena z sukcesami prowadził reprezentację Meksyku U-23, z którą zdobył złoty medal na Igrzyskach Panamerykańskich i wygrał Turniej w Tulonie. W 2012 roku został autorem jednego z największych osiągnięć w historii meksykańskiego futbolu, zdobywając złoty medal na Igrzyskach Olimpijskich w Londynie po pokonaniu w finale Brazylii (2:1). We wrześniu 2013 przez krótki okres był również tymczasowym selekcjonerem seniorskiej reprezentacji Meksyku.

## Kariera klubowa
Tena pochodzi ze stołecznego miasta Meksyk i jest wychowankiem tamtejszego klubu Atlético Español. Do seniorskiej drużyny został włączony jako osiemnastolatek przez szkoleniowca José Antonio Rocę i w meksykańskiej Primera División zadebiutował 12 września 1976 w zremisowanym 1:1 spotkaniu z Atlético Potosino. Szybko wywalczył sobie pewne miejsce na środku obrony, lecz premierowego gola w najwyższej klasie rozgrywkowej strzelił dopiero 27 października 1979 w wygranej 3:1 konfrontacji z Tecos UAG. Ogółem barwy Atlético Español reprezentował przez sześć lat, będąc jednym z najważniejszych zawodników w krótkiej historii klubu, lecz nie odniósł z nim żadnych osiągnięć, a w 1982 roku jego zespół został rozwiązany. On sam bezpośrednio po tym przeniósł się do beniaminka pierwszej ligi – CF Oaxtepec, gdzie jako podstawowy zawodnik spędził rok, również bez większych sukcesów, występując u boku dwóch późniejszych selekcjonerów reprezentacji Meksyku – Ricardo La Volpe i Víctora Manuela Vuceticha.
W 1983 roku Tena został piłkarzem jednego z największych klubów w kraju – Chivas de Guadalajara, gdzie w sezonie 1983/1984, mając pewne miejsce na pozycji stopera, zdobył wicemistrzostwo Meksyku – swój jedyny sukces podczas kariery zawodniczej. Jego ekipa przegrała wówczas w dwumeczu finałowym ligi wynikiem 3:5 (1:3, 2:2) z Américą, w której grał wówczas jego brat Alfredo Tena. Ogółem w barwach Chivas występował przez trzy lata, po czym powrócił do stolicy, podpisując umowę z tamtejszym zespołem Atlante FC. Tam jako podstawowy środkowy obrońca grał jeszcze przez dwa sezony, a w wieku 30 lat zdecydował się zakończyć profesjonalną karierę piłkarską.

## Kariera trenerska
Po zakończeniu kariery piłkarskiej Tena rozpoczął pracę w roli szkoleniowca. Początkowo był asystentem Manuela Lapuente (swojego byłego trenera z Atlante) w reprezentacji Meksyku, a potem również Ignacio Prieto i Enrique Mezy w stołecznym klubie Cruz Azul. W lutym 1995 zastąpił Mezę na stanowisku trenera pierwszej drużyny. Mimo iż swój pobyt w tej drużynie zaczął od dwóch porażek w prestiżowych derbowych meczach (1:3 z Américą i 0:1 z Pumas UNAM), to bezpośrednio po tym jego podopieczni zanotowali serię trzynastu meczów w rzędu bez porażki. Ostatecznie na koniec swojego debiutanckiego sezonu – 1994/1995 – wywalczył z Cruz Azul tytuł wicemistrza kraju, przegrywając w dwumeczu finałowym z Necaxą łącznym wynikiem 1:3 (1:1, 0:2). Podczas kolejnego sezonu – 1995/1996 – prowadzony przez niego zespół słabiej spisał się w rozgrywkach ligowych, odpadając z decydującej o mistrzostwie fazy play-off już w ćwierćfinale, lecz równocześnie triumfował w najbardziej prestiżowych rozgrywkach północnoamerykańskiego kontynentu – Pucharze Mistrzów CONCACAF. Mimo tego sukcesu bezpośrednio po zakończeniu rozgrywek opuścił drużynę.
W październiku 1996 Tena został następcą Julio Césara Uribe w klubie Tecos UAG z siedzibą w Guadalajarze, trenując go przez kolejne osiem miesięcy z przeciętnymi wynikami i bez większych sukcesów. Zaraz potem powrócił jednak do Cruz Azul, gdzie już w pierwszym sezonie – jesiennym Invierno 1997 – zdobył swój premierowy tytuł mistrza Meksyku po pokonaniu w dwumeczu finałowym Leónu łącznym wynikiem 2:1 (1:0, 1:1). W tym samym roku po raz drugi z rzędu wygrał Puchar Mistrzów CONCACAF, gdzie w finale jego podopieczni okazali się lepsi od amerykańskiego Los Angeles Galaxy, zwyciężając 5:3. Dwa lata później, w rozgrywkach Invierno 1999, zanotował natomiast wicemistrzostwo kraju, ulegając Pachuce wynikiem 2:3 (2:2, 0:1). Podczas drugiego pobytu w Cruz Azul szkoleniowcem tego klubu pozostawał z licznymi sukcesami przez niemal trzy lata, prowadząc jedną z lepszych drużyn w dziejach klubu, w której skład wchodzili gracze tacy jak bramkarz Óscar Pérez, obrońcy Guadalupe Castañeda, Francisco Gabriel de Anda i Juan Reynoso, pomocnicy Benjamín Galindo, Johan Rodríguez i Mauro Camoranesi oraz napastnicy Francisco Palencia, Julio César Yegros czy Carlos Hermosillo, będący wielokrotnymi reprezentantami swoich krajów; wiele z nich jest dziś uznawanych za klubowe legendy. Z drużyny Cruz Azul Tena odszedł po raz drugi w marcu 2000 po serii słabych wyników (trzy zwycięstwa w trzynastu ostatnich ligowych meczach).
W połowie 2000 roku Tena objął drużynę Monarcas Morelia, gdzie już w pierwszym sezonie – Invierno 2000 – zdobył historyczne, pierwsze i jak dotąd jedyne mistrzostwo Meksyku w dziejach tego klubu po pokonaniu w finale Toluki wynikiem 3:3 (3:1, 0:2). Był to zarazem jego drugi tytuł mistrzowski w karierze. Szkoleniowcem Morelii pozostawał przez niemal półtora roku; posadę stracił w październiku 2001, nie potrafiąc wyciągnąć ekipy z kryzysu (jedno zwycięstwo w jedenastu ostatnich spotkaniach w lidze). We wrześniu 2002 przejął od Sergio Bueno drużynę Santos Laguna z siedzibą w Torreón, którą trenował przez następne kilkanaście miesięcy, nie zdobywając żadnego trofeum, jednak niezmiennie plasując się w górnej części tabeli i za każdym razem kwalifikując się do ligowej fazy play-off. W marcu 2004 po raz trzeci w swojej karierze trenerskiej podpisał umowę ze stołecznym Cruz Azul, ponownie zastępując na stanowisku Enrique Mezę. Tym razem trenował ten zespół ze zmiennym szczęściem przez siedem miesięcy – wiosną jego zawodnicy dotarli aż do półfinału ligowej fazy play-off, lecz jesienią w dziesięciu spotkaniach zwyciężyli zaledwie dwukrotnie, co poskutkowało odwołaniem Teny ze stanowiska.
We wrześniu 2005 Tena został następcą Fernando Quirarte w roli trenera nisko notowanego klubu Jaguares de Chiapas z miasta Tuxtla Gutiérrez, gdzie pracował przez kolejne osiem miesięcy z udanym skutkiem, jednak po tym okresie odszedł z drużyny, gdyż skorzystał z oferty krajowego giganta – stołecznego zespołu Club América. Tam najpierw dotarł do półfinału ligowych play-offów i zajął czwarte miejsce w Klubowych Mistrzostwach Świata, aby w wiosennym sezonie Clausura 2007 zdobyć tytuł wicemistrza kraju, ulegając Pachuce łącznym wynikiem 2:3 (1:2, 1:1). W tym samym roku zajął także drugie miejsce w rozgrywkach kwalifikacyjnych do Copa Libertadores – InterLidze, z samego Pucharu Wyzwolicieli odpadając natomiast w ćwierćfinale. Mimo kilku poważniejszych osiągnięć został zwolniony w październiku 2007 po serii słabszych wyników.
W marcu 2008 Tena zastąpił Davida Patiño na stanowisku trenera w zespole Monarcas Morelia, powracając tym samym do tego klubu po siedmiu latach przerwy. Prowadził go z kiepskim skutkiem aż do lutego 2009, kiedy to został zwolniony – podczas pobytu w tej drużynie ani razu nie zakwalifikował się do ligowej fazy play-off, co zdarzyło mu się po raz pierwszy w trenerskiej karierze. Kilka miesięcy później, również po raz drugi w karierze objął ekipę Jaguares de Chiapas, gdzie nie potrafił jednak przerwać swojej złej passy – w 21 spotkaniach zwyciężał zaledwie pięciokrotnie, nie zdołał zakwalifikować się do ligowych play-offów i w lutym 2010 stracił pracę. W przeciągu kolejnych kilku miesięcy starał się o angaż w Europie – zgłosił w tym czasie chęć trenowania Legii Warszawa. Ostatecznie w listopadzie 2010, razem z Salvadorem Reyesem i Eduardo de la Torre, został asystentem nowego selekcjonera reprezentacji Meksyku – José Manuela de la Torre, będącego zarazem jego byłym kolegą boiskowym z czasów występów w Chivas de Guadalajara. Równocześnie objął również stanowisko szkoleniowca olimpijskiej reprezentacji Meksyku U-23, mającej docelowo przygotowywać się do występu na Igrzyskach Olimpijskich w Londynie.
W 2011 roku Tena poprowadził reprezentację Meksyku U-23, występującą jednak pod szyldem seniorskiej kadry i wspartą czterema graczami mającymi powyżej dwudziestu trzech lat, w turnieju Copa América. Kilkanaście dni przed rozpoczęciem imprezy, podczas zgrupowania w Ekwadorze, ośmiu piłkarzy zespołu zostało jednak wyrzuconych z drużyny dyscyplinarnie wskutek zamówienia prostytutek do swoich pokojów hotelowych. Ubytki kadrowe pośpiesznie uzupełniono poprzez dowołanie kilku graczy z reprezentacji Meksyku U-20, a zdziesiątkowana z powodu braku czołowych graczy reprezentacja odpadła z Copa América już w fazie grupowej, notując komplet porażek – z Chile (1:2), Peru (0:1) i Urugwajem (0:1). Trzy miesiące później wraz z kadrą U-23 wziął udział w Igrzyskach Panamerykańskich w Guadalajarze, podczas których prowadzeni przez niego Meksykanie, pełniący rolę gospodarzy, triumfowali w męskim turnieju piłkarskim, w finale wygrywając 1:0 z Argentyną.
W 2012 roku prowadzona przez Tenę reprezentacja Meksyku U-23, do której po upływie sześciomiesięcznej kary powróciło już ośmiu zawieszonych przez Copa América graczy, wygrała północnoamerykański turniej kwalifikacyjny do Igrzysk Olimpijskich w Londynie. Podczas tych organizowanych przez CONCACAF eliminacji wygrała wszystkie pięć meczów (w tym finał z Hondurasem 2:1), w których zdobyła szesnaście bramek, tracąc zaledwie trzy. Dwa miesiące później kadra U-23 wzięła udział w prestiżowym francuskim Turnieju w Tulonie, który był ostatecznym sprawdzianem zespołu przed igrzyskami olimpijskimi. Podczas tej imprezy meksykańska kadra po raz pierwszy w historii triumfowała w tych rozgrywkach, po pokonaniu w finale Turcji wynikiem 3:0.
W lipcu 2012 Tena poprowadził olimpijską kadrę Meksyku na Igrzyskach Olimpijskich w Londynie, zasiloną trzema graczami powyżej limitu wiekowego (bramkarz i kapitan Jesús Corona, obrońca Carlos Salcido oraz napastnik Oribe Peralta). Jego podopieczni w fazie grupowej męskiego turnieju piłkarskiego zremisowali na inaugurację z Koreą Południową (0:0), aby później pokonać Gabon (2:0) oraz Szwajcarię (1:0) i z pierwszego miejsca awansowali do dalszych rozgrywek. W ćwierćfinale meksykańska reprezentacja okazała się lepsza od Senegalu (4:2 po dogrywce), zaś w półfinale pokonała Japonię (3:1). W finale Meksykanie niespodziewanie wygrali natomiast z faworyzowaną Brazylią wynikiem 2:1 po dwóch golach Oribe Peralty i zdobyli pierwszy w historii złoty medal olimpijski w piłce nożnej. Był to zarazem jedyny złoty medal zdobyty przez Meksyk na tamtej olimpiadzie. Sukces odniesiony na Wembley Stadium przez zespół Teny jest uznawany za jedno z największych osiągnięć w dziejach meksykańskiej piłki.
We wrześniu 2013 Tena został tymczasowym selekcjonerem reprezentacji Meksyku po zwolnieniu z tego stanowiska José Manuela de la Torre. Poprowadził ją tylko w jednym spotkaniu, z USA (0:2) w ramach eliminacji do Mistrzostw Świata 2014, po czym definitywnie odszedł z pracy w Meksykańskim Związku Piłki Nożnej i powrócił do pracy z drużynami klubowymi. W styczniu 2014 po raz czwarty w karierze trenerskiej został szkoleniowcem zespołu Cruz Azul, z którym jeszcze w tym samym roku trzeci raz triumfował w Lidze Mistrzów CONCACAF, tym razem pokonując w dwumeczu finałowym Tolucę wynikiem 1:1 dzięki bramkom zdobytym na wyjeździe (0:0, 1:1). W tym samym roku po raz drugi w swojej karierze wziął udział w Klubowych Mistrzostwach Świata; na marokańskich boiskach jego Cruz Azul pokonał w ćwierćfinale australijski Western Sydney Wanderers (3:1 po dogr.), w półfinale przegrał z Realem Madryt (0:4), zaś w meczu o trzecie miejsce uległ po rzutach karnych nowozelandzkiemu Auckland City (1:1, 2:4 k), zajmując ostatecznie czwartą lokatę. Ogółem szkoleniowcem Cruz Azul pozostawał przez półtora roku, jednak przez ostatnie dwanaście miesięcy ekipa spisywała się znacznie poniżej oczekiwań, ani razu nie kwalifikując się do ligowej fazy play-off. Z zespołu odszedł w maju 2015, gdy wskutek słabych wyników jego kontrakt nie został przedłużony.
W styczniu 2016 Tena objął Club León, który prowadził przez kolejne osiem miesięcy, po czym został zwolniony wskutek kiepskich rezultatów (jedno zwycięstwo w dziewięciu ostatnich ligowych meczach).